# Șendriceni (gmina)
Șendriceni – gmina w Rumunii, w okręgu Botoszany. Obejmuje miejscowości Horlăceni, Pădureni i Șendriceni. W 2011 roku liczyła 3895 mieszkańców.